# Ålborgs försvars- och garnisonsmuseum

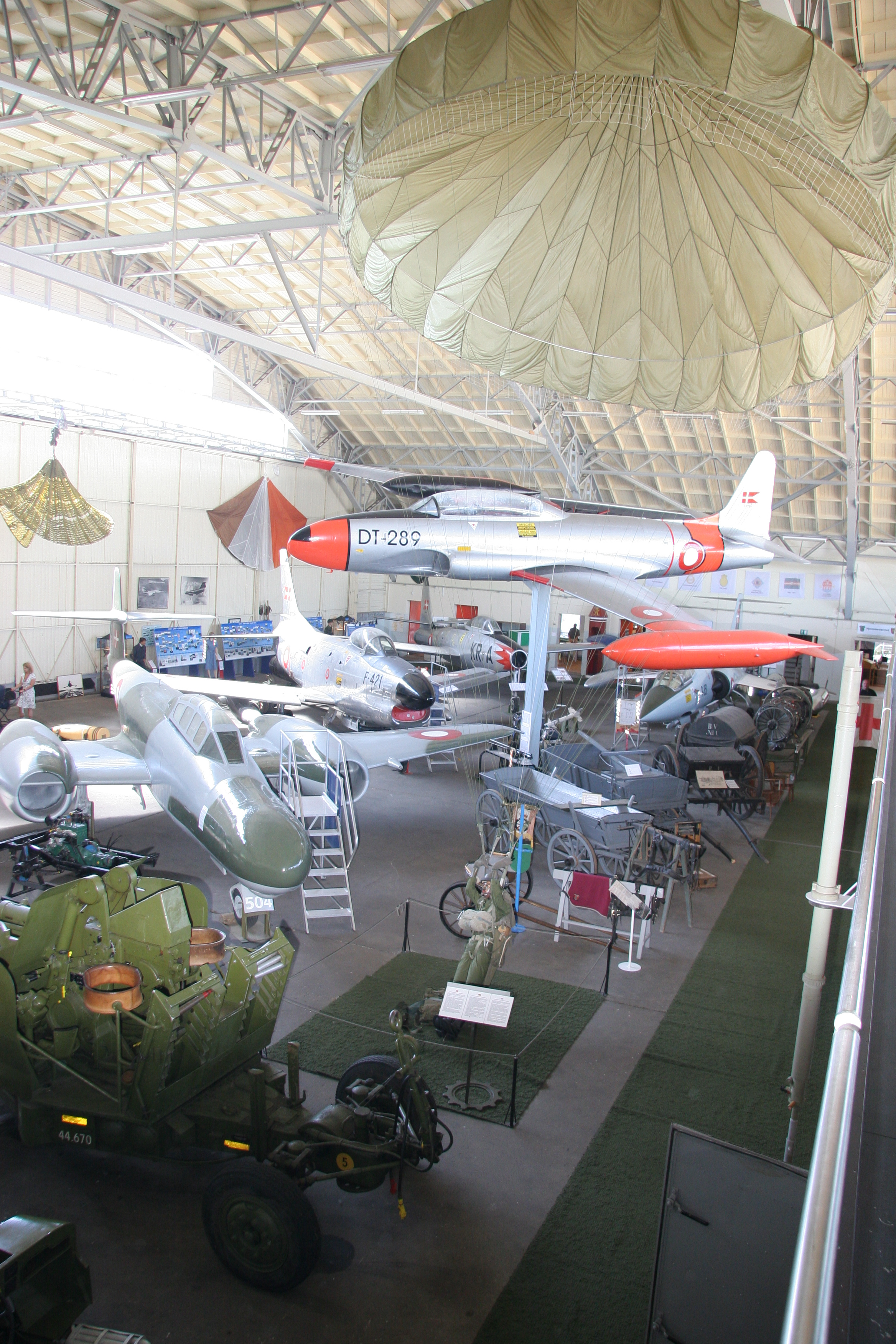
Jaktplan i hangaren på försvarsmuseet.

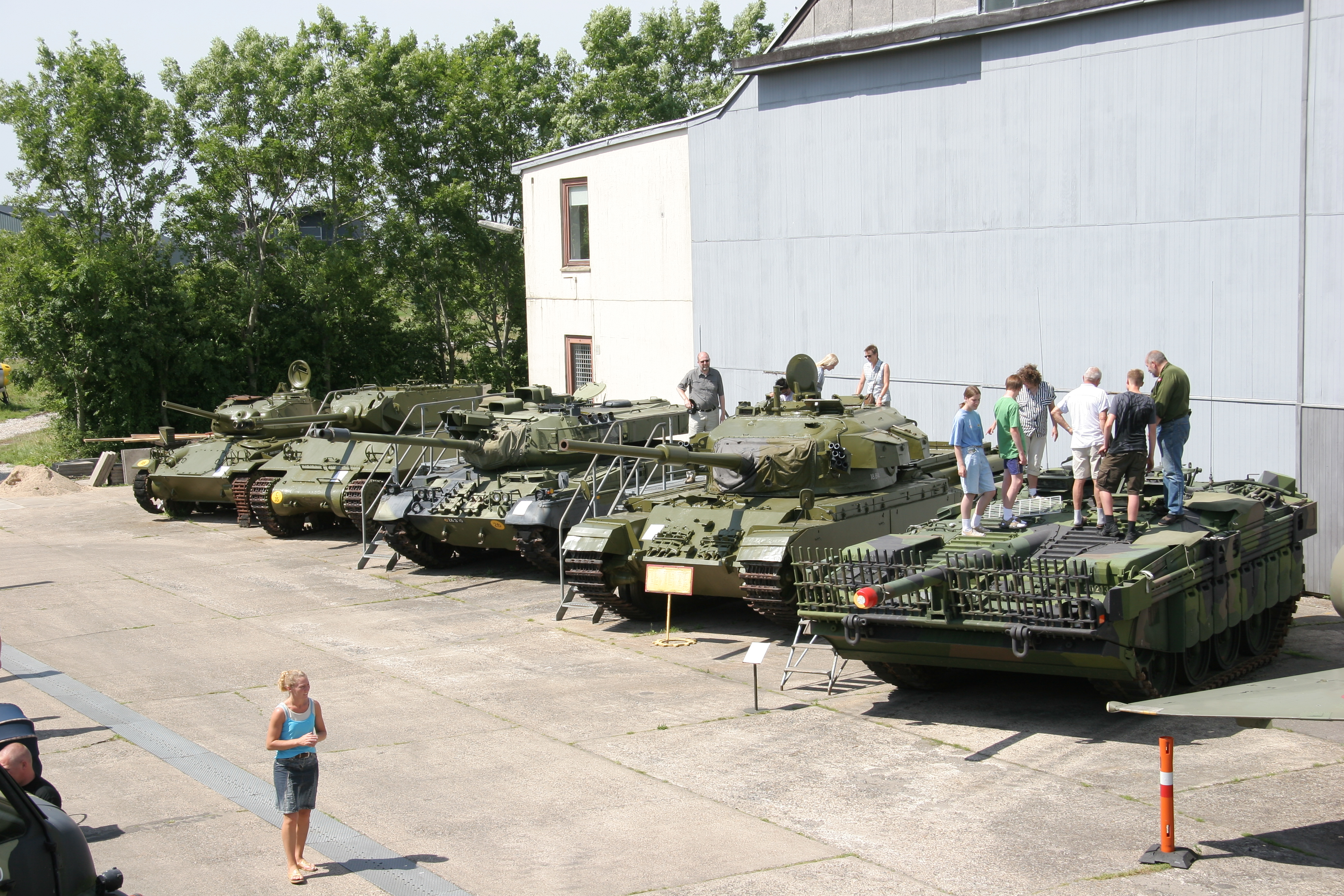
Stridsvagnar på museet.

Ålborgs försvars- och garnisonsmuseum (danska Aalborg Forsvars- og Garnisonsmuseum) är ett försvarshistoriskt museum beläget i Ålborgs västliga del. Det är inrymt i en hangar, som tidigare var en del av den flygplats med namn Seefliegerhorst Aalborg, som grundades av tyskarna under andra världskriget.
Museet med dess utställninger täcker alla grenar av det danska totalförsvaret särskilt: armén, flygvapnet, hemvärnet, polisen och civilförsvaret. Dessutom finns omfattande utställningar om Danmark under andra världskriget och om Ålborg som garnisonsstad.
Totalförsvarets myndigheter har bidragit till att ge de flesta av museets föremål, särskilt tunga fordon och jaktplan. Ur svenskt intresse kan noteras att det finns en stridsvagn 103 med i utställningen. Museets utställningar har fokus på förhållandena under andra världskriget och efter kriget. Museet täcker med sina utställningar i stor utsträckning den utrustning, som totalförsvaret i Danmark använde under det kalla kriget. I alla museets utställninger fokuserar man på att besökarna kan komma nära eller röra vid och pröva utställda föremål.